# Moksel

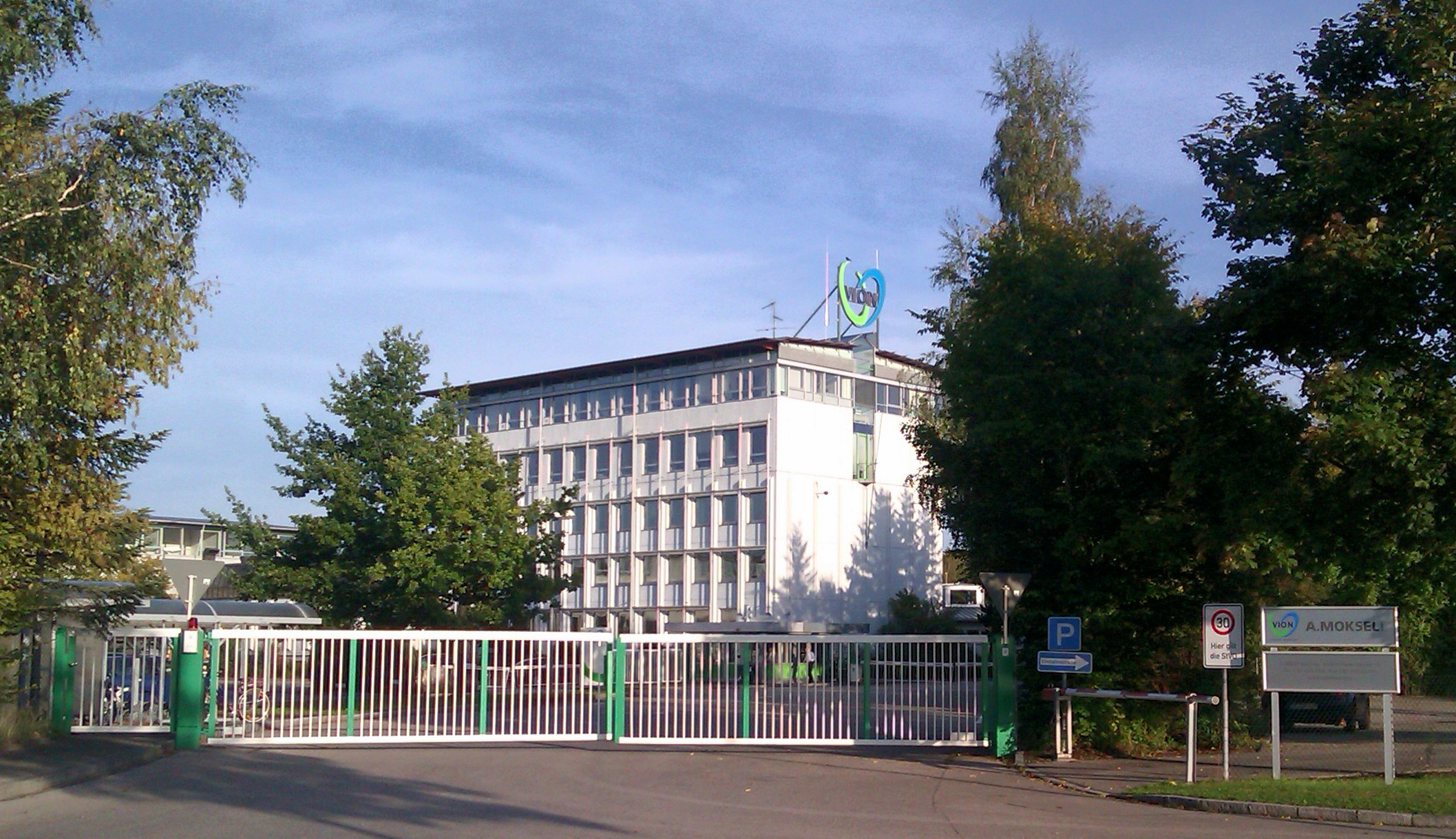
Werksgelände von Moksel in Buchloe

Die Vion Beef B.V. (vormals A. Moksel GmbH, vorvormals A. Moksel AG) ist eine weltweit tätige Unternehmensgruppe der Lebensmittelindustrie mit Schwerpunkt Fleisch und Fleischwaren, deren Gesellschaften in den Geschäftsfeldern Produktion, Veredelung und Handel agieren. Sie gehört seit 2002 mehrheitlich zum internationalen Lebensmittel-Konzern Vion N. V. Seit 2011 gehört die A. Moksel AG zu 100 % dem Großaktionär Vion. Gleichzeitig wurde die A. Moksel AG in die A. Moksel GmbH umgewandelt. Im Zuge der Umstrukturierung der Vion wurde die A. Moksel GmbH durch eine grenzüberschreitende formwechselnde Umwandlung in die Vion Beef B.V. mit Sitz in Best in den Niederlanden umgewandelt. Mit Eintragung im Januar 2021 ins niederländische Handelsregister ist die A. Moksel GmbH erloschen.

## Geschichte
Das Unternehmen wurde 1948 von Alexander Moksel in Buchloe im Ostallgäu als privater Schlachthof gegründet. In den 1950er Jahren begann Moksel, mit Fleisch zu handeln, zunächst vorwiegend in Süddeutschland, dann aus Österreich zu importieren. In den 1960er Jahren begannen in größerem Umfang Exporte, zunächst hauptsächlich nach Italien, seit den 1970er Jahren auch nach Osteuropa. 1974 erwarb das Unternehmen Anteile an einem Kühl- und Zerlegebetrieb und stieg in das Dienstleistungsgeschäft für Zerlegung, Lagerung und Logistik ein.
In den 1980er Jahren kamen Beteiligungen in Hamburg und Berlin dazu, was zum Überschreiten der Umsatzgrenze von 1 Milliarde DM führte. 1985 wurde ein neuer Großschlachthof in Betrieb genommen. Im Oktober 1987 ging das Unternehmen an die Börsen.
Als Nächstes erwarb Moksel die Mehrheit an der Fleischzentrale Südwest GmbH und gründete in Vilshofen die Erzeugergemeinschaft für Qualitätsfleisch Niederbayern Schlachtbetrieb GmbH (EGN). Seit 1991 schrieb der Konzern rote Zahlen. 1992 wurde dennoch die G. u. P. Salomon AG im saarländischen Merzig übernommen und am Stammsitz Buchloe eine neue Zerlegung eröffnet. Noch im Herbst desselben Jahres stieg erstmals ein Fremdunternehmen, die Gebrüder März AG (gegründet von Josef März) aus Rosenheim, mit 33,8 % bei Moksel ein.
Nach der Deutschen Wiedervereinigung wurden 1993 in den neuen Ländern drei neue Fleischzentralen in Betrieb genommen: Rodleben in Sachsen-Anhalt (2006 geschlossen), Kasel-Golzig in Brandenburg und Neustrelitz (1995 geschlossen). Außerdem erwarb Moksel den Mehrheitsanteil der Eyckeler & Malt AG (heute Vion Hilden GmbH in Hilden).
1994 wurde das Unternehmen aufgrund der finanziellen Schwierigkeiten unter neuer Leitung umstrukturiert und änderte seine Strategie. Die Bereiche Schlachtung und Veredelung wurden gestrafft (die Fleischzentrale in Neustrelitz zeitweise aufgegeben), der Bereich Im- und Export verstärkt. Die Ertragslage verbesserte sich und im Geschäftsjahr 1997 verließ das Unternehmen die Verlustzone. 1998 erzielte der Konzern 3,3 Mrd. DM Umsatz. In den folgenden Jahren wurde das Auslandsgeschäft und der Bereich Selbstbedienungs-/Convenience-Produkte weiter intensiviert. Ende 2000 hielt die BFL Beteiligungsgesellschaft für Lebensmittelunternehmen GmbH, Freising, 15,1 % des Grundkapitals der Moksel AG. Ende 2002 erwarb die Bestmeat Company B.V. die Anteilsmehrheit von 50 % von den bisherigen Großaktionären Gebr. März AG i.K. und BFL und machte ein Übernahmeangebot für den Rest. Bestmeat beabsichtigte, Moksel mit dem niederländischen Schlachtkonzern Dumeco zu einem Großkonzern gegen den dänischen Fleischkonzern Danish Crown zu fusionieren. Im April 2003 hielt Bestmeat über 85 % der Aktien.
Bis 2004 stieg der Auslandsumsatz bei rund einem Drittel des Gesamtumsatzes. 2005 wurde der Konzern erneut umgebaut, die Paulsen-Gruppe verkauft, die Ranch Master GmbH aus Wunstorf gekauft und zu VION Convenience GmbH umbenannt. 2011 erfolgte ein Squeeze-out durch den Großaktionär Vion. Daraufhin wurde die Börsennotierung eingestellt.